# 龐加萊群
在物理學與數學上，龐加萊群（英語：Poincaré group）是狹義相對論中閔可夫斯基時空的等距同構群，由赫爾曼·閔可夫斯基引進，龐加萊群是以法國數學家亨利·龐加萊命名。它是一種有10個生成元的非阿貝爾群，在物理學上有着基礎級別的重要性。

## 基本解釋
等距同構是一種事物在事件間的時空軌跡上的移動方式，而這樣做是不會影響原時的。例如，所有事件被延後了兩小時，而這兩小時中包括了兩項事件，以及你從事件一到事件二的路徑，那麼你的計時器所量度出的，兩事件間的時間間距會是一樣的。又例如，所有事物被移到西邊五公里外的地方，那麼你所量度出的時間間距也不會改變。而這種移動的結果是不會影響棍子長度的。
如果我們無視重力效應的話，那麼一共有十種移動方式：在時間上的平移，在三維空間中任一維上的平移，在三條空間軸上任一條的（定角）旋轉，或三維任一方向上的直線性洛倫茲變換，因此是1 + 3 + 3 + 3 = 10。
如果將這種等距同構結合起來（即執行一個之後再執行另一個），那麼所得的結果也會是等距同構（然而，這一般來說只限於上述十種基本移動之間的線性組合）。這些等距同構因此形成了一個群。也就是說，它們當中存在單位元（即不移動，停留在原先的地方）及逆元（將事物移動回原先的位置），同時亦遵守結合律。這種特定群的名字叫做“龐加萊群”。
在古典物理學中，對應龐加萊群的群叫伽利略群，也是有十個生成元的，伽利略群作用於絕對時空。而在伽利略群中取代直線性洛倫茲變換的是，聯繫兩個共動慣性參考系的錯切變換。

## 專門解釋
龐加萊群是閔可夫斯基時空的等距同構群。它是一種十維的非緊李群。平移的阿貝爾群是一個正規子群，而洛倫茲群也是一個子群，原點的穩定子群。龐加萊群本身是仿射群的最小子群，而仿射群就包括了所有的變換與洛倫茲變換。準確一點來說，龐加萊群是平移群與洛倫茲群的半直積
{\displaystyle \mathbf {R} ^{1,3}\rtimes \mathrm {SO} (1,3)\,.}
另一種解釋方式是，把龐加萊群視為洛倫茲群的群擴張，而擴張的部份則是它的向量群表示；因此龐加萊群有一個不正式的稱呼，叫“非齐次洛倫茲群”（inhomogeneous Lorentz group）。另外，當德西特半徑趨向無限大時，德西特群（de Sitter group）{\displaystyle {\text{SO}}(4,1)\sim {\text{Sp}}(2,2)}的群收縮就是龐加萊群。
它的正能量么正不可約表示是由質量（非負數）與自旋（整數或半整數）所標記的，並與量子力學的粒子有關。
與愛爾蘭根綱領一致，閔可夫斯基空間的幾何由龐加萊群所規定的：閔可夫斯基空間可被視為龐加萊群的齊性空間。
龐加萊代數是龐加萊群的李代數。更具體的來說，正式的({\displaystyle {\text{det}}(\Lambda )=1})，也就是洛倫茲子群（它的單位連通區）{\displaystyle {\text{SO}}^{+}(1,3)}的正確時間（{\displaystyle \Lambda _{0}^{0}\geq 1}）部份，是與單位元有關係的，因此可用矩陣指數{\displaystyle \exp(ia_{\mu }P^{\mu })}與{\displaystyle \exp(i\omega _{\mu \nu }M^{\mu \nu }/2)}表示。在分量形式中，龐加萊群可用以下的交換關係表示：
{\displaystyle ~[P_{\mu },P_{\nu }]=0\,}
{\displaystyle ~{\frac {1}{i}}~[M_{\mu \nu },P_{\rho }]=\eta _{\mu \rho }P_{\nu }-\eta _{\nu \rho }P_{\mu }\,}
{\displaystyle ~{\frac {1}{i}}~[M_{\mu \nu },M_{\rho \sigma }]=\eta _{\mu \rho }M_{\nu \sigma }-\eta _{\mu \sigma }M_{\nu \rho }-\eta _{\nu \rho }M_{\mu \sigma }+\eta _{\nu \sigma }M_{\mu \rho }\,,}
其中P為平移生成元，M為洛倫茲變換生成元，η為閔可夫斯基度規。
以下的是與（均勻）洛倫茲群的交換關係，洛倫茲群由旋轉（{\displaystyle J_{i}=-\varepsilon _{imn}M^{mn}/2}）及直線性洛倫茲變換（{\displaystyle K_{i}=M_{i0}}）所組成。在這樣的標記下，可以用非協變形式（但較實用）來表示整個龐加萊代數
{\displaystyle [J_{m},P_{n}]=i\epsilon _{mnk}P_{k}~,}
{\displaystyle [J_{i},P_{0}]=0~,}
{\displaystyle [K_{i},P_{k}]=i\eta _{ik}P_{0}~,}
{\displaystyle [K_{i},P_{0}]=-iP_{i}~,}
{\displaystyle [J_{m},J_{n}]=i\epsilon _{mnk}J_{k}~,}
{\displaystyle [J_{m},K_{n}]=i\epsilon _{mnk}K_{k}~,}
{\displaystyle [K_{m},K_{n}]=-i\epsilon _{mnk}J_{k}~,}
其中最下面的是兩個直線性洛倫茲變換的交換關係，很多時候會被稱作“維格納旋轉”。注意根據上述關係，{\displaystyle [J_{m}+iK_{m},J_{n}-iK_{n}]=0}，這是一項重要的簡化，能使洛倫茲子代數約化至su(2)⊕su(2)，並且使應付洛倫茲群的表示論的方法有效得多。
這種代數的卡西米爾不變量為{\displaystyle P_{\mu }P^{\mu }}與{\displaystyle W_{\mu }W^{\mu }}，其中{\displaystyle W_{\mu }}為包立-魯班斯基假向量；它們的作用是標記群表示。
龐加萊群是任何相對論性量子場的完全對稱群。因此，所有基本粒子都能成為這個群表示的一部份。這些表示一般是由兩種物件所指明的：每一粒子的四維動量平方（即質量平方），和內稟量子數{\displaystyle J^{PC}}，其中J為自旋量子數，P為宇稱，C為電荷共軛量子數。實際上許多量子場會破壞宇稱與電荷共軛。在那些情況下就會棄用被破壞的P和C。由於每一套量子場論均需擁有CPT不變性，因此要從P和C構建時間反轉量子數T是件很容易的事。
作為拓撲空間，這個群共有四個連通區：單位區、時間反轉區、空間顛倒區、以及同時出現時間反轉與空間顛倒的區。

## 龐加萊對稱
龐加萊對稱是狹義相對論的完全對稱，當中包括：
- 在時間與空間中的平移（即位移），P。它們形成了描述時空中的平移的阿貝爾李群。
- 空間中的旋轉（它們形成了描述三維旋轉的非阿貝爾李群，其生成元為J）
- 直線性洛倫茲變換，即聯繫兩個均勻移動物體的變換，其生成元為K。

上述最後兩種對稱，J及K，組合起來就成了洛倫茲群（見洛倫茲不變性）。
它們都是一種叫龐加萊群的李群的生成元，而龐加萊群是平移群與洛倫茲群的半直積。在這個群下不變的物件，可被稱為擁有龐加萊不變性或相對論性不變性。